# Lotto Cycling Cup 2024
De Lotto Cycling Cup is de negende editie van dit regelmatigheidscriterium.

## Mannen

### Uitslagen
| Datum        | Wedstrijd                                        | Winnaar            | Tweede            | Derde              | Leider puntenklassement |
| ------------ | ------------------------------------------------ | ------------------ | ----------------- | ------------------ | ----------------------- |
| 27 februari  | GP Le Samyn (uitslag)                            | Laurenz Rex        | António Morgado   | Jenthe Biermans    | Laurenz Rex             |
| 3 maart      | Grote Prijs Jean-Pierre Monseré (uitslag)        | Jarne Van De Paar  | Timothy Dupont    | David Dekker       | Jenthe Biermans         |
| 5 mei        | Elfstedenronde (uitslag)                         | Alexander Kristoff | Jarne Van De Paar | Pierre Barbier     | Jarne Van De Paar       |
| 9 mei        | Circuit de Wallonie (uitslag)                    | Arnaud De Lie      | Axel Zingle       | Matthew Brennan    | Jarne Van De Paar       |
| 19 mei       | Antwerp Port Epic (uitslag)                      | Alexander Kristoff | Emilien Jeannière | Oded Kogut         | Alexander Kristoff      |
| 29 mei       | Circuit Franco-Belge (uitslag)                   | Biniam Girmay      | Axel Zingle       | Marc Hirschi       | Emilien Jeannière       |
| 8 juni       | Dwars door het Hageland (uitslag)                | Gianni Vermeersch  | Jonas Abrahamsen  | Hartthijs de Vries | Emilien Jeannière       |
| 15 augustus  | Tour of Leuven - Memorial Jef Scherens (uitslag) | Markus Hoelgaard   | Mike Teunissen    | Milan Menten       | Emilien Jeannière       |
| 20 september | Kampioenschap van Vlaanderen (uitslag)           | Tim Merlier        | Arvid de Kleijn   | Jasper Philipsen   | Emilien Jeannière       |

## Vrouwen

### Uitslagen
| Datum       | Wedstrijd                           | Winnaar           | Tweede              | Derde                   | Leider puntenklassement |
| ----------- | ----------------------------------- | ----------------- | ------------------- | ----------------------- | ----------------------- |
| 27 februari | GP Le Samyn (uitslag)               | Vittoria Guazzini | Anniina Ahtosalo    | Christina Schweinberger | Vittoria Guazzini       |
| 21 maart    | Classic Brugge-De Panne (uitslag)   | Elisa Balsamo     | Charlotte Kool      | Daria Pikulik           | Charlotte Kool          |
| 1 mei       | Cyclis Bike Lease Classic (uitslag) | Anne Knijnenburg  | Federica Venturelli | Scarlett Souren         | Charlotte Kool          |
| 19 mei      | Antwerp Port Epic (uitslag)         | Lara Gillespie    | Zoe Bäckstedt       | Babette van der Wolf    | Lara Gillespie          |
| 8 juni      | Dwars door het Hageland (uitslag)   | Lucinda Brand     | Thalita de Jong     | Karlijn Swinkels        | Lara Gillespie          |
| 20 augustus | Egmont Cycling Race (uitslag)       | Lieke Nooijen     | Sofie van Rooijen   | Nienke Veenhoven        | Lara Gillespie          |